# Osservatorio Astronomico di Suno
Das Osservatorio Astronomico „Galileo Galilei“ di Suno ist eine Vereins- und Volkssternwarte im Gemeindeteil Motto Zufolone in Suno, Provinz Novara, mit dem IAU-Code 147. 
Sie wurde von der Associazione provinciale astrofili novaresi (A.P.A.N.) zur Förderung der Amateurastronomie erbaut und ging 1985 in Betrieb.

## Instrumente
Als Hauptteleskop dient ein Newton-Teleskop mit einem Spiegeldurchmesser von 400 mm und einer Brennweite von 2200 mm. Das Führungsteleskop ist ein Newton-Teleskop mit einem Spiegeldurchmesser von 200 mm und einer Brennweite von 1800 mm. Als Sucher dient ein Refraktor mit einem Linsendurchmesser von 120 mm. Alle drei Fernrohre sind unter einer beweglichen Kuppel auf einer äquatorialen Montierung angebracht. Für Aufnahmen findet eine CCD-Kamera Starlight Xpress SXV-9H Verwendung.